# Concentra
Concentra is een Belgisch mediabedrijf met zetel in Hasselt. Samen met Corelio richtte ze in 2013 de mediagroep Mediahuis op.

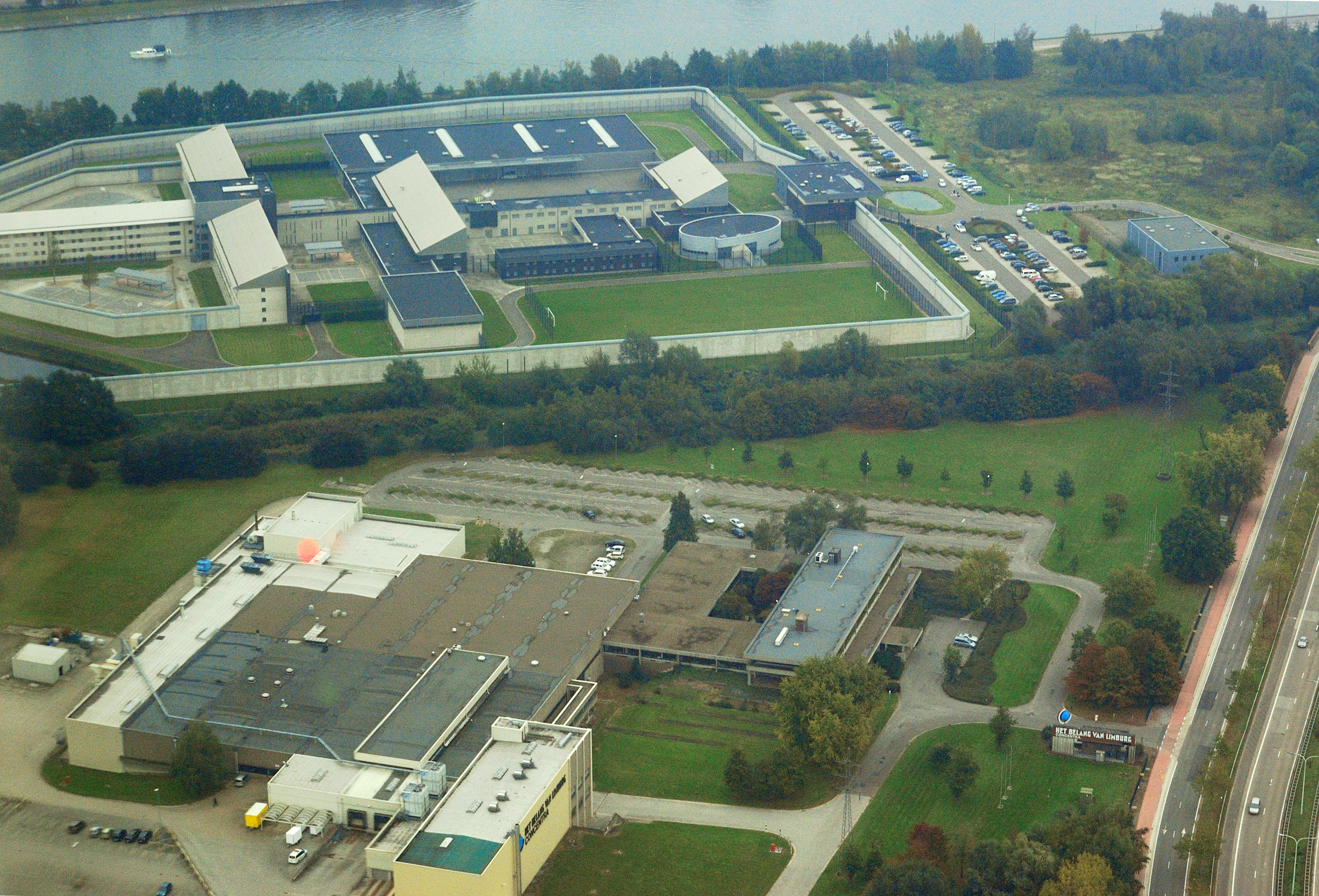
Op de voorgrond van deze luchtfoto uit 2010: de zetel van Concentra aan de Herkenrodesingel 16 te Hasselt met links de loods van de drukkerij. Al deze gebouwen werden gesloopt in 2019 en vervangen door een kleiner gebouw voor Concentra en andere nieuwbouw voor andere bedrijven.

## Geschiedenis

### Voorgeschiedenis
In 1879 begon Nicolaas Theelen het katholiek weekblad Het Algemeen Belang der Provincie Limburg. Hij publiceerde het weekblad vanuit Bilzen, waar hij ambtenaar van het kadaster was. Hij verliet de administratie na een conflict met de liberale meerderheid en in 1880 vestigde Theelen zich in Tongeren. In 1904 kwam zoon Frans Theelen werken in de drukkerij.
Na de dood van zijn vader in 1918 nam Frans het bedrijf over en werd uitgever van De Gazet van Genk, Het Algemeen Belang, De Gazet van Hasselt, De Gazet van Sint-Truiden, Onze Kempen en Limburg-Sport. In 1933 smolten deze vijf weekbladen samen tot Het Belang van Limburg met Hubert Leynen als eerste hoofdredacteur.

### Oprichting en groei
In 1953 vormde Theelen zijn zaak om tot de naamloze vennootschap Concentra, gevestigd in Hasselt. Hij droeg de dagelijkse leiding over aan Jan Baert, telg uit een Brugse drukkers- en uitgeversfamilie, die getrouwd was met Tonia Martens, nicht van Frans en dochter van Antonia Theelen, een van de drie dochters van Nicolaas Theelen. Wel bleef Frans Theelen tot aan zijn dood in 1971 afgevaardigd beheerder en voorzitter van de raad van bestuur.
In 1994 werd TV Limburg opgericht als eerste niet-printonderdeel van de groep.

### Regionale krantengroep
In 1996 nam Concentra uitgeverij De Vlijt over, tot dan eigenaar van Gazet van Antwerpen en televisiezender ATV. De Regionale Uitgeversgroep (RUG) werd opgericht als koepelstructuur voor de twee sterkste regionale titels van het land, Gazet van Antwerpen en Het Belang van Limburg.
In 1997 richtten de RUG en Roularta Media Group een nieuwe vennootschap op voor de gezamenlijke commerciële expoitatie van hun gratis huis-aan-huisbladen, waaronder De Streekkrant. In 2014 nam Roularta het belang van 20% van Concentra in De Streekkrant/De Weekkrant over.

### Mediagroep
In 2000 startte de RUG samen met Roularta en Rossel de vennootschap Mass Transit Media met oog op het uitgeven van de gratis krant Metro. Nog voor de lancering trok Rossel zich terug en kwam de Nationale Portefeuillemaatschappij (NPM) in de plaats. Door aanhoudende verliezen stapten Roularta en NPM uit de groep, waarna Concentra als enige aandeelhouder overbleef. In 2003 verkocht Concentra 49% van de aandelen aan Rossel.
In 2008 startte Concentra samen met Corelio radiozender Nostalgie (sinds september 2018 eigendom van NRJ België) en in 2009 samen met Avalon (via Bites Europe) de commerciële televisiezender Acht (sinds juli 2016 eigendom van Medialaan).
In 2008 startte Concentra in samenwerking met de Vlaamse Audiovisuele Regie en Telenet een nieuwe reclameregie, Pebble Media, voor het werven van internetreclame. In 2015 verkocht Concentra echter haar belang van 33% aan de overige aandeelhouders.
In 2008 werden voor het eerst ook de landsgrenzen overschreden toen A&C Media werd overgenomen, een uitgever van huis-aan-huis-weekbladen in Nederlands Limburg en Noord-Brabant.
In 2010 begon Concentra met de regionale zender TV Oost vanuit Sint-Niklaas. Datzelfde jaar startten Concentra en Corelio de website inmemoriam.be voor online rouwberichten.
In 2012 kwam de ATV volledig in handen van Concentra. Voorheen waren Concentra en De Persgroep elk voor 50% eigenaar van de regionale televisiezender. In ruil kreeg De Persgroep het belang van 33% van Concentra in jobplatform Vacature.
Begin 2015 verkocht Concentra de online evenementengids Semindex/Out of office aan Eventonline.

### Ontstaan van Mediahuis
In 2013 richtte Concentra samen met Corelio het bedrijf Mediahuis op als koepeluitgever van de nieuwsmerken Gazet van Antwerpen, Het Belang van Limburg, Het Nieuwsblad en De Standaard en van de online classifieds platformen Hebbes, Inmemoriam, Jet, Jobat, Koopjeskrant Vroom en Zimmo. Mediahuis groeide in België, Duitsland, Ierland en Nederland tot een groot mediaconglomeraat uit. Het initiële belang van Concentra in Mediahuis was 38%. Na de instap van de Nederlandse familie Van Puijenbroek in 2017 werd dit 32%.
In 2014 nam Concentra het Nederlandse krantenbedrijf Media Groep Limburg (MGL) over, uitgever van De Limburger en Limburgs Dagblad.
In oktober 2016 werden de media-activiteiten (nv Buren) van Concentra en Corelio die in 2013 buiten de deal bleven naar Mediahuis overgeheveld. Voor Concentra betrof het de Nederlandse regionale krantengroep Media Groep Limburg, het gratis dagblad Metro (in joint-venture met Waalse mediagroep Rossel), de Nederlands- en Franstalige radio Nostalgie en de exploitatie van regionale tv-zenders ATV, TV Limburg en TV Oost.

### Mediahuis
Sinds de overige media-activiteiten van Concentra in 2016 naar Mediahuis werden overgeheveld is Mediahuis de enige participatie van Concentra.

## Aandeelhouders
Concentra heeft twee aandeelhouders:
- Stichting De Zeven Eycken (90,05%), Nederlandse stichting administratiekantoor van de familie Baert
- Katholieke Impuls- en Mediafonds (8,68%)
- Eigen aandelen (1,27%)

## Media (tot oktober 2016)
België
- ATV
- Bites Europe
  - Acht
  - Lacht
- Mass Transit Media (51%)
  - Metro
- Mediahuis (38%)
  - De Standaard
  - Gazet van Antwerpen
  - Het Belang van Limburg
  - Het Nieuwsblad
  - Hebbes, Inmemoriam, Jet, Jobat, Koopjeskrant Vroom en Zimmo
- Nostalgie (50%)
- TV Oost (87,5%)
- TV Limburg (74%)

Nederland
- TV Limburg (tot 1 juli 2016)
- A&C Media
  - Trompetter
  - Zondagsnieuws
- Media Groep Limburg
  - De Limburger
  - Limburgs Dagblad
- NRC Handelsblad